# Catecismo de Heidelberg

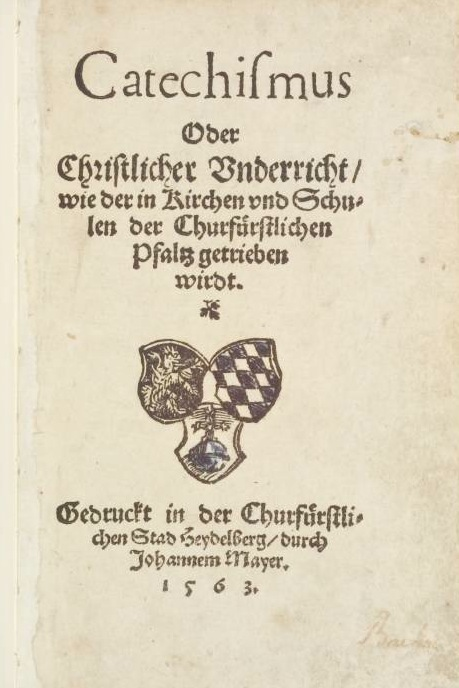
Edición de 1563.

El Catecismo de Heidelberg (Heidelberger Katechismus) es una de las Tres Formas de la Unidad junto a la Confesión belga (1561) y los Cánones de Dort (1618-19).
Fue escrito en 1563 por dos jóvenes teólogos: uno que había sido alumno de Juan Calvino, y el otro que lo fue de Felipe Melanchton, cercano colaborador de Lutero. Los nombres de los autores son Zacharius Ursinus y Gaspar Oleviano (también Caspar Olevian, Olevianus o von Olewing). Los catecismos que se hicieron después emplearon el Catecismo de Heidelberg como modelo.

## Historia
La historia del Catecismo de Heidelberg empezó en un culto de la Santa Cena. La Iglesia donde se celebraba este sacramento tenía dos pastores, y los dos participaban en la Cena del Señor. En el momento de repartir la copa entre la congregación, cuando uno de los pastores explicaba el significado de ella, el otro objetó, y discutieron sobre el concepto de la "real presencia" de Cristo en la Cena. El escándalo, por supuesto, no quedó inadvertido. Quedó afectado todo el territorio del Príncipe Elector Federico III del Palatinado, quien era un protestante ferviente, pero que no se había definido todavía si era luterano o calvinista, como tampoco lo hacían casi todos los protestantes del lugar y de la época. La Reforma apenas tenía cuarenta años de existencia, y aunque Lutero había fallecido unos diez años antes, Calvino todavía vivía.
El príncipe Federico entonces llamó a las iglesias a que se pusieran de acuerdo en cuanto a sus doctrinas, especialmente en lo relativo a la Cena del Señor, pero no solamente en esta doctrina, sino en todo el sistema de la verdad bíblica. Él quería un documento pedagógico que sirviera para unir las iglesias de su Palatinado en lo referente a la doctrina bíblica. Buscaba un documento que sirviera para que la gente creyente supiera lo que creía, y que pudiera defender su fe.
Federico III mostró su sabiduría, llamando a dos jóvenes teólogos. Ambos eran alemanes y ambos habían sufrido persecución y exilio por su fe. Los dos eran bien conocidos en las iglesias reformadas en Alemania, Francia y Suiza. Fueron reformadores de la segunda generación, cuya tarea era más bien nutrir y madurar que atacar y sembrar. Los llamados, con la anuencia de las iglesias, fueron Zacharius Ursinus y Gaspar Oleviano.
Los dos jóvenes (Ursinus de 29 años y Oleviano de 27 años) formaron el equipo para hacer este trabajo teológico. Empezaron en 1560 y presentaron el "borrador" al sínodo en 1562. El sínodo hizo algunos comentarios que fueron incorporados en la edición final, que fue publicada en 1563, unos meses antes de la muerte de Juan Calvino. Los autores habían estudiado algunos de los catecismos escritos antes y los utilizaron, especialmente el Catecismo de Juan Calvino que se usaba en la iglesia de Ginebra. Sin embargo, su trabajo fue fresco, original y maravillosamente pedagógico.
Por orden de Federico III y del sínodo, las iglesias de la jurisdicción fueron avisadas de que tenían que agregar a sus actividades un servicio cada domingo  en el que se enseñara el Catecismo. Normalmente era un servicio por la tarde. Esta práctica continuó en muchas iglesias por siglos y, en algunas iglesias reformadas y presbiterianas, hasta el día de hoy, hay un servicio cada domingo en que lo hacen.

## Sistema de preguntas y respuestas
La raíz de la palabra catecismo es kata eco, que se traduce como "resonido" o "eco", pues es la palabra eco, que en griego es la raíz de nuestra palabra "eco" en castellano. Desde el tiempo de los griegos se empleaba este término para hacer referencia al método de enseñanza que empleaba preguntas y respuestas, en el cual las respuestas contenían la enseñanza a las cuales el alumno tenía que hacer eco. El método fue consagrado para la enseñanza de la doctrina de la Iglesia desde los fines del primer siglo de nuestra era.
El Catecismo de Heidelberg consta de un total de 129 preguntas y respuestas.